# Kokotić
Kokotić (kokotac; lat. Consolida), nekadašnji rod jednogodišnjeg raslinja iz porodice žabnjakovki (Ranunculaceae), čije su vrste danas premještene u rod Delphinium. Postoji oko 50 vrsta u zapadnoj Europi i Mediteranu, a nekoliko njih raste i po Hrtvatskoj vrtni kokotić ili vrtna vitezova mamuza (C. ajacis), kratkoostrugasti kokotić (C. brevicornis), sivkasti kokotić (C. incana), istočnjački kokotić (C. orientalis), kraljevski kokotić ili livadna vitezova mamuza (C. regalis).
Autorstvo: (DC.) Gray

## Sinonimi
1. Consolida aconiti (L.) Lindley
2. Consolida ajacis (L.) Schur
3. Consolida anthoroidea (Boiss.) Schröd.
4. Consolida arenaria A. Carlström
5. Consolida armeniaca (Stapf ex Huth) Schröd.
6. Consolida aucheri (Boiss.) Iranshahr
7. Consolida axilliflora (DC.) Schröd.
8. Consolida baluchistanica R.A. Qureshi & M.N.Chaudhri
9. Consolida barbata (Bunge) Schröding.
10. Consolida brevicornis (Vis.) Soó
11. Consolida camptocarpa (Fisch. & C. A. Mey. ex Ledeb.) Nevski
12. Consolida coelesyriaca Mout.
13. Consolida cornuta (Hossain & P. H. Davis) P. H. Davis
14. Consolida cruciata (Hossain & P. H. Davis) P. H. Davis
15. Consolida deserti (Boiss.) Munz
16. Consolida deserti-syriaci (Zoh.) Munz
17. Consolida flava (DC.) Schröd.
18. Consolida glandulosa (Boiss. & Huet) Bornm.
19. Consolida gombaultii (Thiéb.) Munz
20. Consolida halophila (Huth) Munz
21. Consolida hellespontica (Boiss.) Chater
22. Consolida hispanica (Costa) Greuter & Burdet
23. Consolida hohenackeri (Boiss.) Grossh.
24. Consolida incana (E. D. Clarke) Munz
25. Consolida kabuliana (Akhtar) M. Iranshahr
26. Consolida kandaharica M. Iranshahr
27. Consolida leptocarpa Nevski
28. Consolida linarioides (Boiss.) Munz
29. Consolida lineolata Hub.-Mor. & C. Simon
30. Consolida lorestanica Iranshahr
31. Consolida mauritanica (Cosson) Munz
32. Consolida oligantha (Boiss.) Schröd.
33. Consolida oliveriana (DC.) Schröd.
34. Consolida olopetala (Boiss.) Hayek
35. Consolida orientalis (Gay) Schröd.
36. Consolida persica (Boiss.) Schröd.
37. Consolida phrygia (Boiss.) Soó
38. Consolida pubescens (DC.) Soó
39. Consolida pusilla (Labill.) Schröd.
40. Consolida raveyi (Boiss.) Schröd.
41. Consolida regalis Gray
42. Consolida rugulosa (Boiss.) Schröd.
43. Consolida saccata (Huth) P. H. Davis
44. Consolida samia P. H. Davis
45. Consolida schlagintweitii (Huth) Munz
46. Consolida scleroclada (Boiss.) Schröd.
47. Consolida staminosa P. H. Davis & Sorger
48. Consolida stapfiana P. H. Davis & Sorger
49. Consolida stenocarpa (Hossain & P. H. Davis) P. H. Davis
50. Consolida stocksiana (Boiss.) Nevski
51. Consolida sulphurea (Boiss. & Hausskn.) P. H. Davis
52. Consolida teheranica (Boiss.) K. H. Rechinger
53. Consolida tenuissima (Sm.) Soó
54. Consolida thirkeana (Boiss.) Schröd.
55. Consolida tomentosa (Auch. ex Boiss.) Schröd.
56. Consolida trigonelloides (Boiss.) Munz
57. Consolida tuntasiana (Halácsy) Soó
58. Consolida uechtritziana (Huth) Soó